# Мийак-де-Нонтрон
Мийа́к-де-Нонтро́н (фр. Milhac-de-Nontron) — коммуна во Франции, находится в регионе Аквитания. Департамент — Дордонь. Входит в состав кантона Ле-Перигор-вер-нонтронне. Округ коммуны — Нонтрон.
Код INSEE коммуны — 24271.

## География

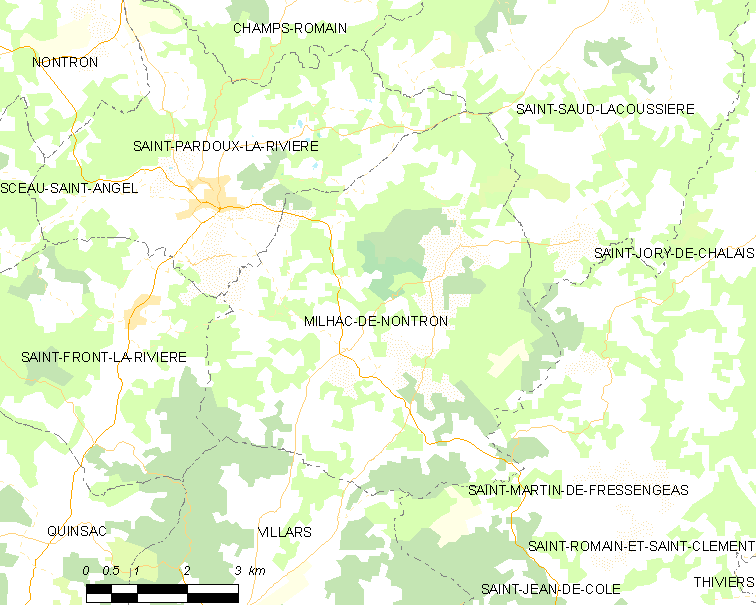
Карта коммуны

Коммуна расположена приблизительно в 400 км к югу от Парижа, в 130 км северо-восточнее Бордо, в 32 км к северу от Перигё.

### Климат
Климат умеренный океанический со средним уровнем осадков, которые выпадают преимущественно зимой. Лето здесь долгое и тёплое, однако также довольно влажное, здесь не бывает регулярных периодов летней засухи. Средняя температура января — 5 °C, июля — 18 °C. Изредка вследствие стечения неблагоприятных погодных условий может наблюдаться непродолжительная засуха или случаются поздние заморозки. Климат меняется очень часто, как в течение сезона, так и год от года.

## Население
Население коммуны на 2010 год составляло 592 человека.
| 1962 | 1968 | 1975 | 1982 | 1990 | 1999 | 2010 |
| ---- | ---- | ---- | ---- | ---- | ---- | ---- |
| 800  | 740  | 702  | 636  | 573  | 611  | 592  |

## Администрация

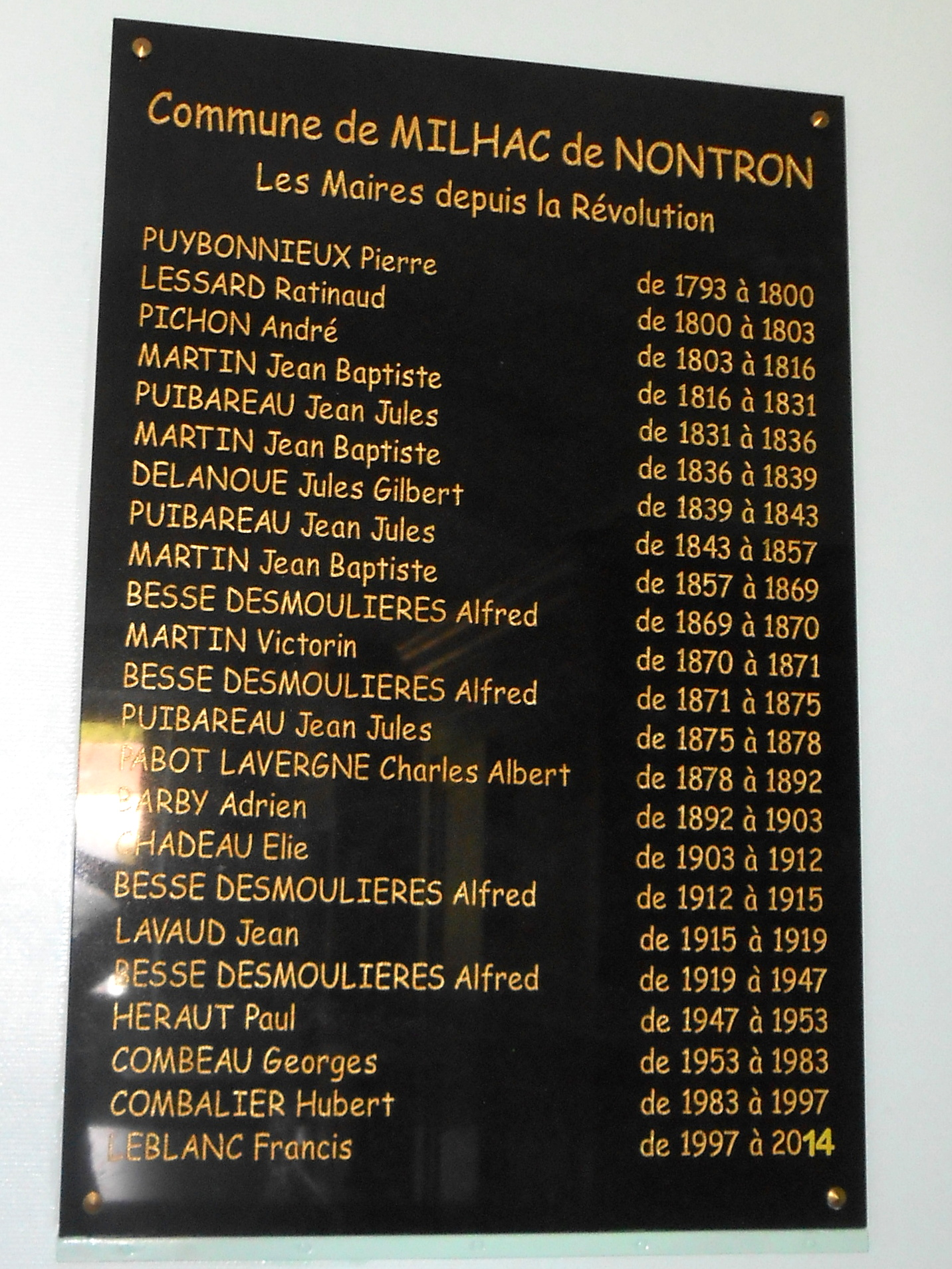
Список мэров

| Период | Период | Фамилия        | Партия        | Примечания |
| ------ | ------ | -------------- | ------------- | ---------- |
| 1947   | 1953   | Поль Эро       |               |            |
| 1953   | 1983   | Жорж Комбо     |               |            |
| 1983   | 1997   | Юбер Комбалье  |               |            |
| 1997   | 2014   | Франсис Леблан | Разные правые | пенсионер  |
| 2014   | 2020   | Паскаль Мешино |               |            |

## Экономика
В 2010 году среди 317 человек трудоспособного возраста (15-64 лет) 206 были экономически активными, 111 — неактивными (показатель активности — 65,0 %, в 1999 году было 65,8 %). Из 206 активных жителей работали 188 человек (100 мужчин и 88 женщин), безработных было 18 (10 мужчин и 8 женщин). Среди 111 неактивных 23 человека были учениками или студентами, 63 — пенсионерами, 25 были неактивными по другим причинам.

## Достопримечательности
- Укреплённая церковь (веркирхе) Св. Мартина

## Фотогалерея

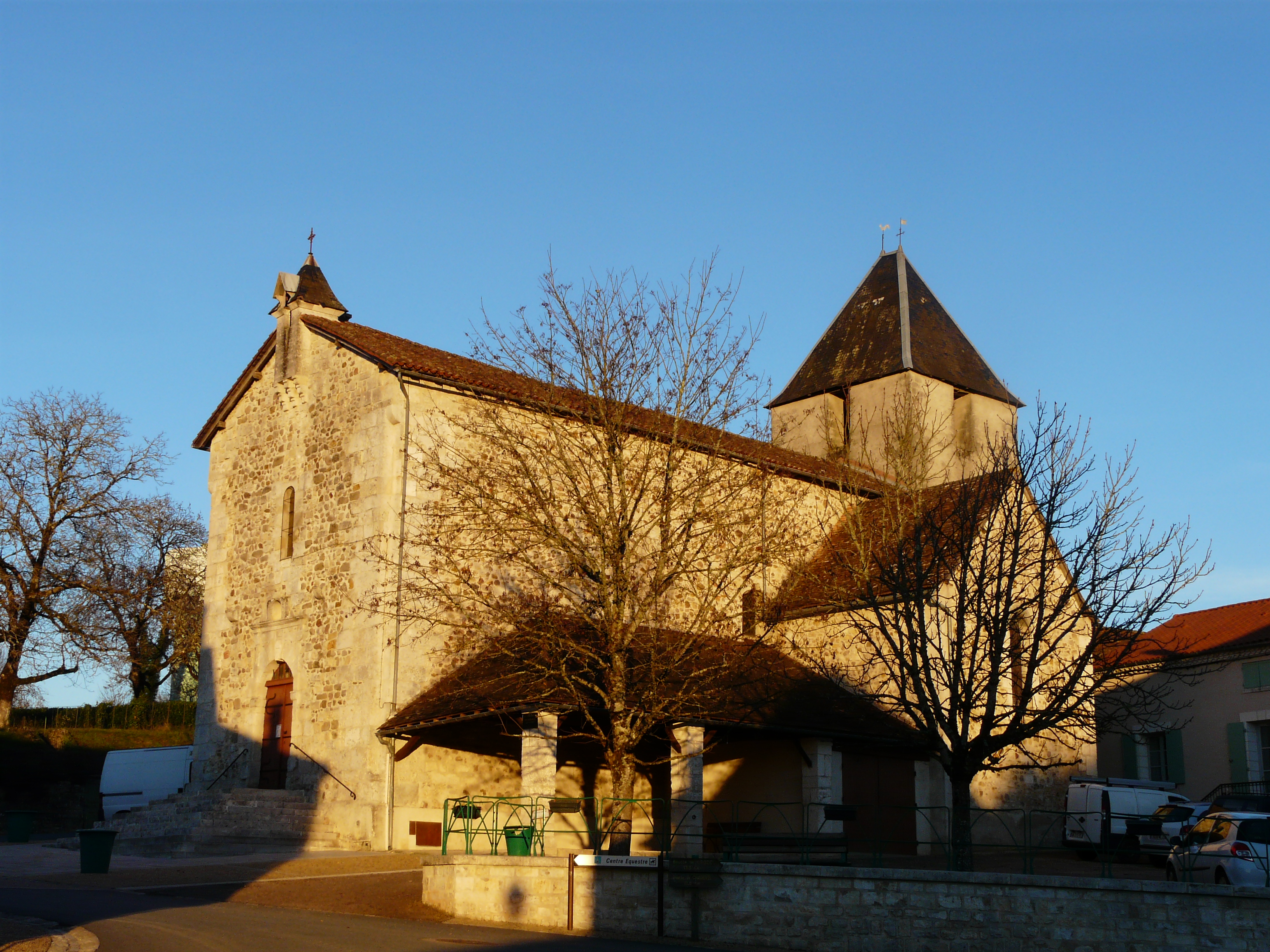
Церковь Св. Мартина
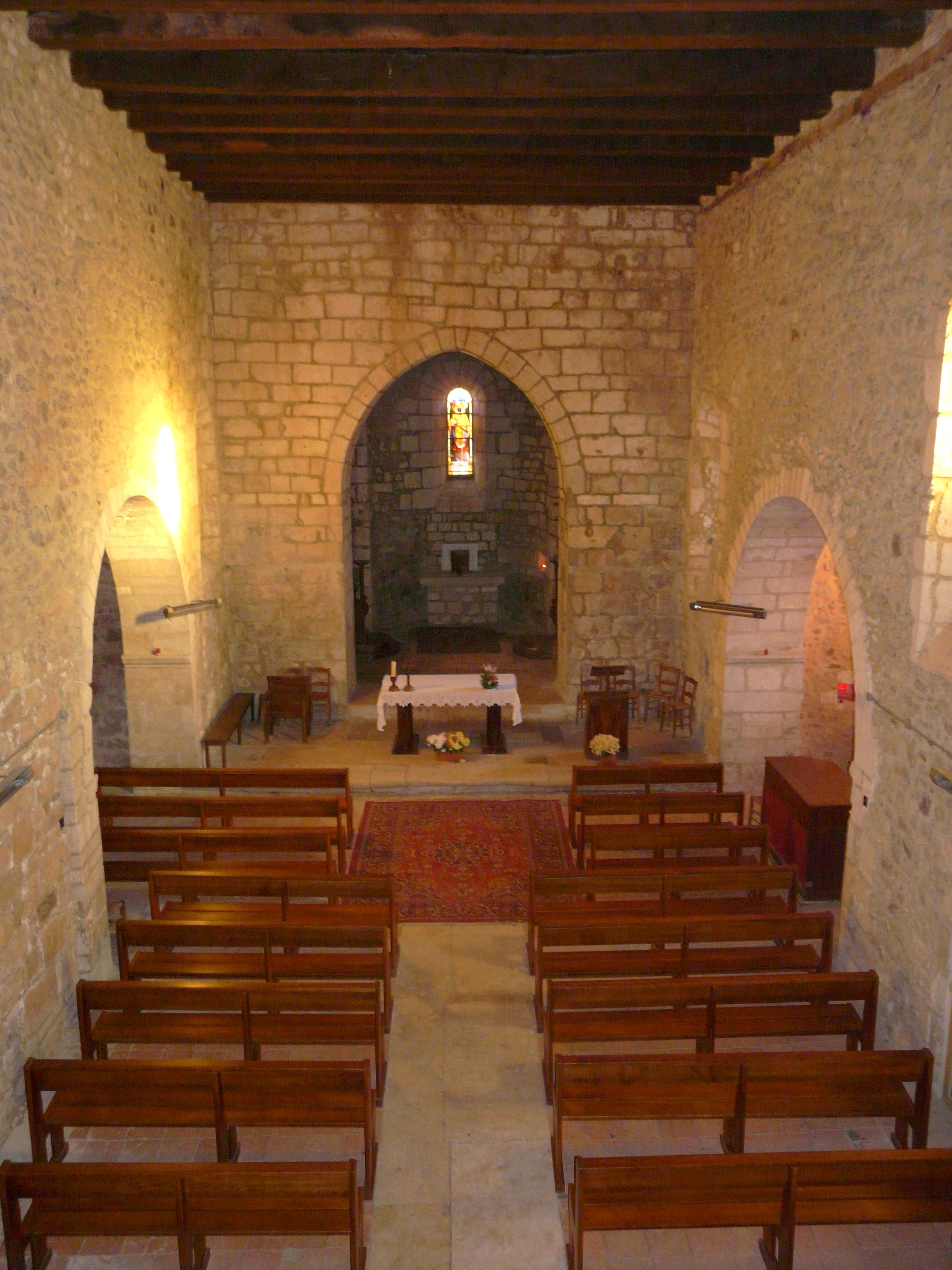
Интерьер церкви Св. Мартина
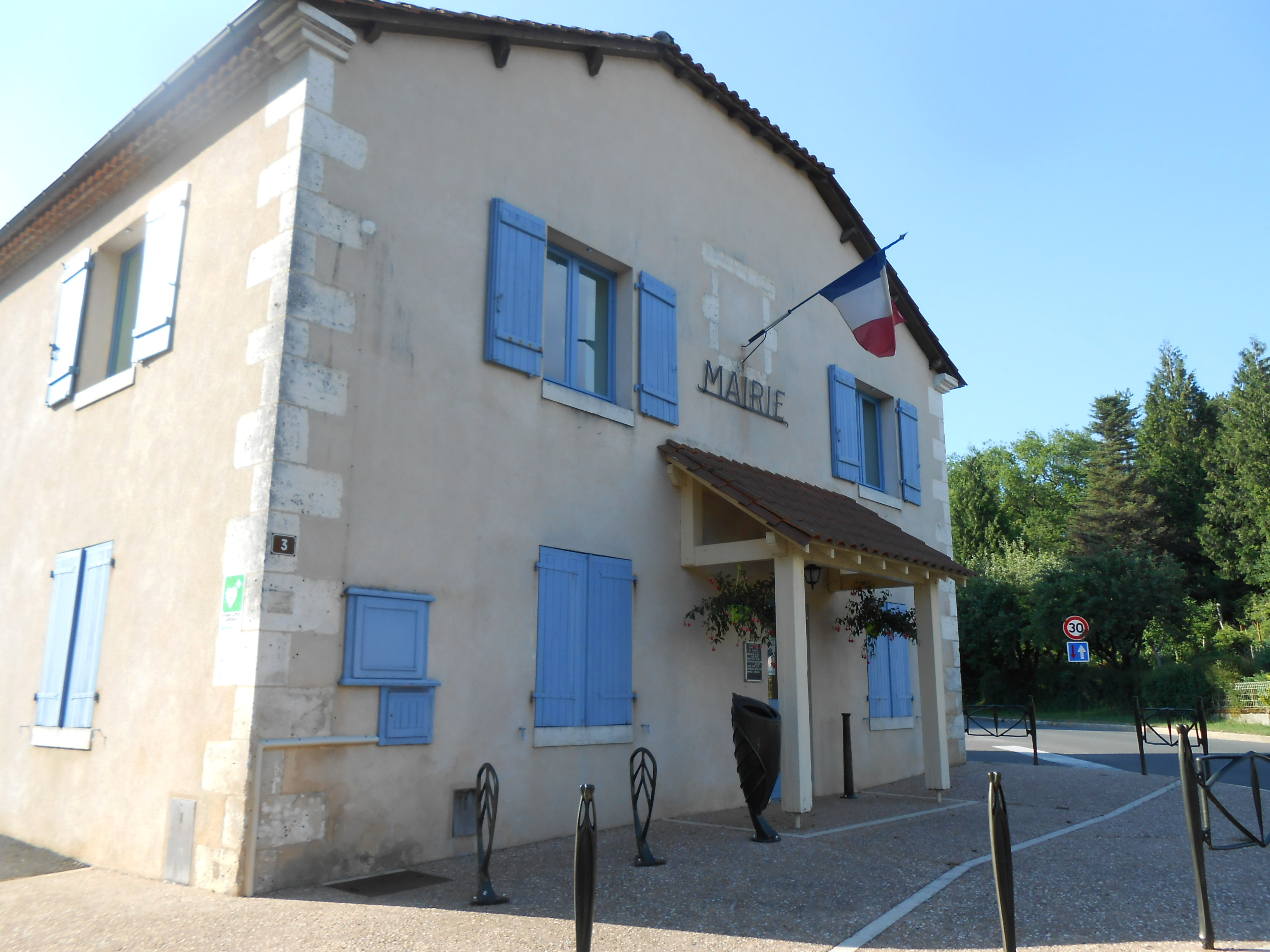
Мэрия
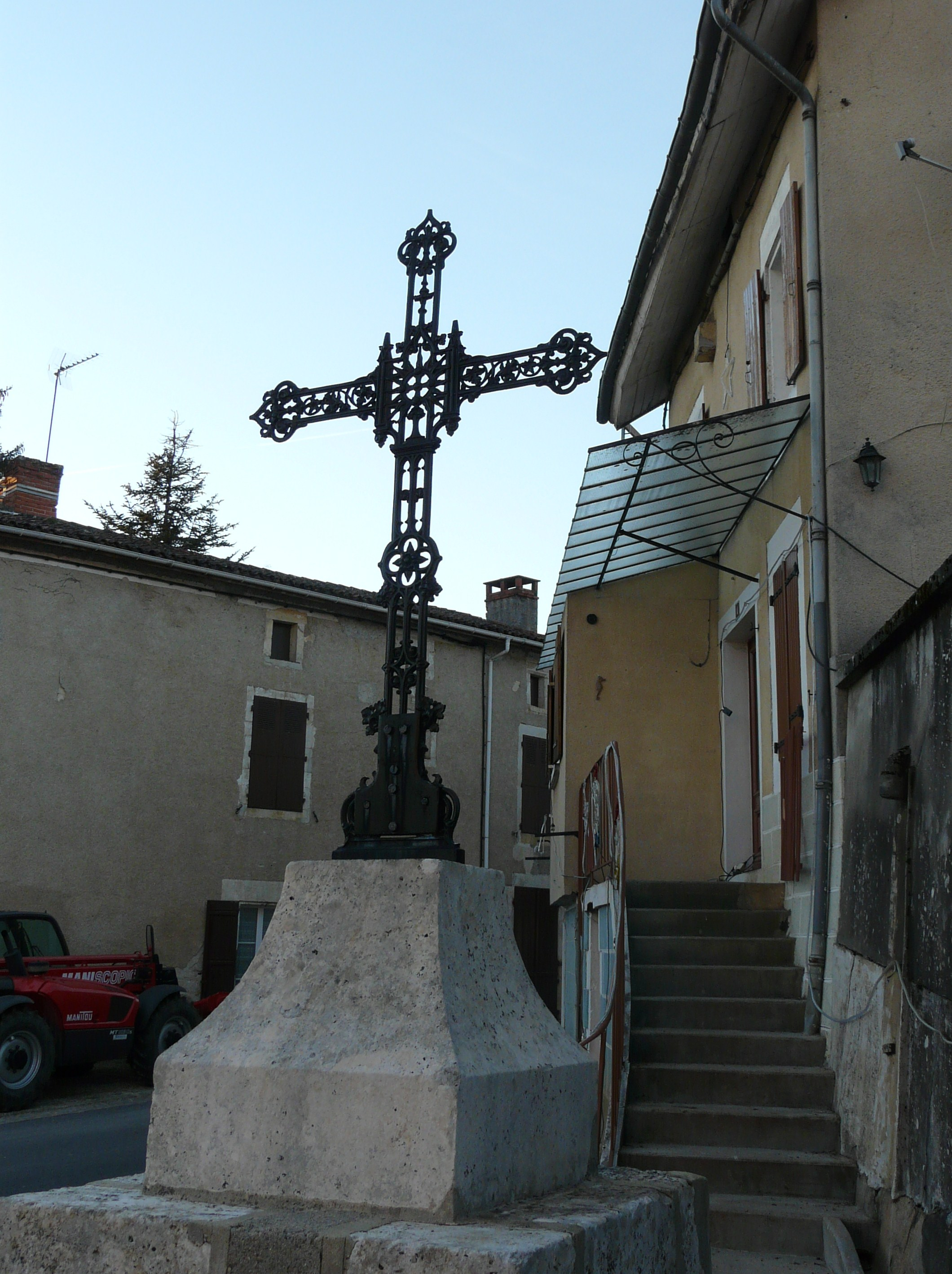
Крест
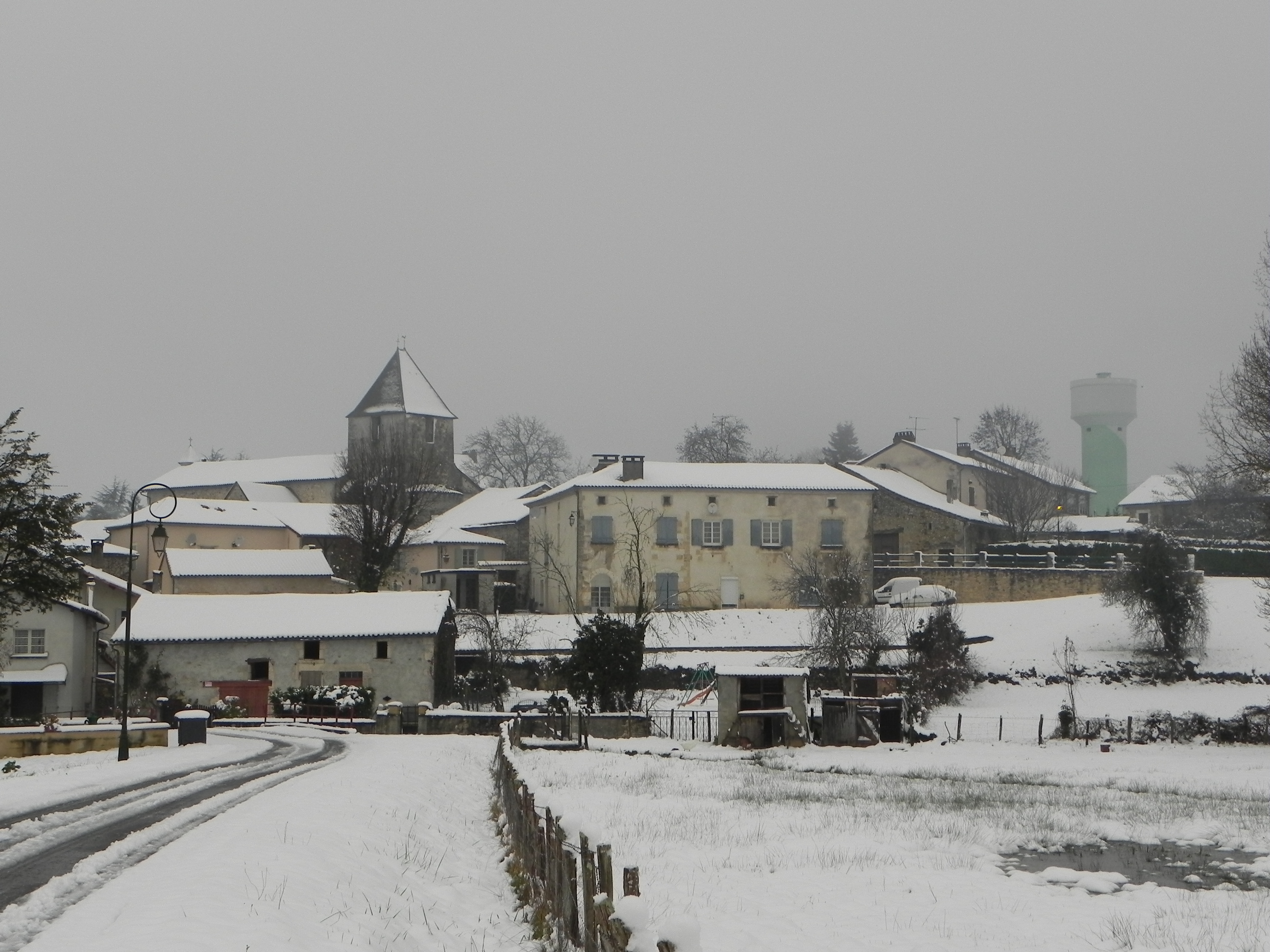
Мийак-де-Нонтрон